# بايلار دي لا هورادادا

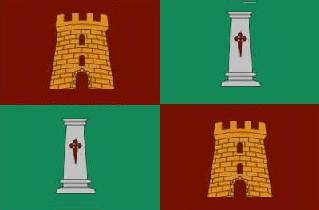
علم البلدية

شعار البلدية

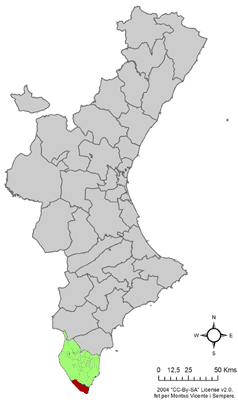
موقع البلدية

بلدية بايلار دي لا هورادادا (بالإسبانية: Pilar de la Horadada)‏, هي بلدية تقع في مقاطعة اليكانتي. جنوب شرق إسبانيا. يبلغ عدد سكانها 19.631 نسمة.

## وصلات خارجية
- (بالإسبانية)